# Akwid
Akwid est un groupe mexicain de hip-hop, originaire de Michoacán. Une première incarnation du groupe est connue sous le bom de Juvenile Style. Les rappeurs Francisco « AK » Gómez, et Sergio « Wikid » Gómez, qui ont formé Akwid, sont des frères originaires de Jiquilpan, Michoacán, qui résideront plus tard à Los Angeles, en Californie. Avant de devenir Akwid, AK et Wikid faisaient partie d'un ancien groupe appelé Head Knockerz avec d'autres membres comme Sabu et John John.

## Histoire
Sergio et Francisco Gómez sont nés à Jiquilpan, Michoacán. Ils partiront aux États-Unis à l'âge de trois et cinq ans respectivement. Éduqués dans les rues de South Central Los Angeles, ils se découvrent en eux un talent musical et souhaitent incarner le hip-hop. Ils fusionneront alors leur culture natale à la musique américaine. Considérés comme pionniers du genre chicano rap, les frères Gómez favorisent l'expression musicale.
Leur premier album, Proyecto akwid, remporte deux prix Billboard et un Latin Grammy Award dans la catégorie de « meilleur album rap/alternatif ». En 2004 sort l'album Hoy, ayer, and Forever qui remixe plusieurs chansons de leur album 2002 A.D.. L'album KOMP 104.9 Radio Compa (2004) est une forme de diffusion sur une radio fictive seulement animée par Akwid. Ilsseront plus tard signé au label Machete Music d'UMLE. Leur chanson ¡Chivas explosivas! est le premier hymne du Club Deportivo Chivas USA de la Major League Soccer.

## Discographie
- 2001 : The Akwid Project
- 2002 : 2002 A.D.
- 2003 : Proyecto Akwid
- 2004 : Crossover
- 2004 : Hoy, Ayer, and Forever
- 2004 : Siempre
- 2004 :  Komp 104.9 Radio compa
- 2005 : Los Aguacates de Jiquilpan
- 2005 : Kickin' It Juntos (avec Jae-P)
- 2005 : Still Kickin' It (avec Jae-P)
- 2006 : Live in Japan
- 2006 : Dos en uno
- 2006 : E.S.L
- 2007 : Greatest exitos
- 2007 : La Novela
- 2007 : No Hay manera y muchos exitos mas: linea de oro
- 2010 : Clasificado "R"
- 2013 : Revolver